# 羅偉 (足球員)
羅偉，原名威廉·洛佩茲（直译：「威廉·伊薩克·洛佩茲·埃斯基韋爾」，1993年11月11日—），台灣男子足球員，原籍薩爾瓦多，場上司職後衛。現效力於台灣企業甲級足球聯賽航源足球隊，並代表中華台北男子足球代表隊競逐國際賽。

## 生平
羅偉，原名威廉·洛佩茲（直译：「威廉·伊薩克·洛佩茲·埃斯基韋爾」），1993年時出生於薩爾瓦多，後於2014年赴台灣就學，並加入由外籍人士組成的皇家蔚藍足球俱樂部隨隊角逐台灣企業甲級足球聯賽。
2019年，羅偉轉會至航源足球隊，2024年時羅偉長期居留台灣也娶了台灣籍妻子，亦經中華民國《國籍法》歸化取得國籍，於是獲時任中華台北男子足球代表隊總教練蓋瑞·懷特徵召入國家隊，也在對陣柬埔寨的友誼賽上演首秀。